# 고가역 (후쿠오카현)
고가역(일본어: 古賀駅)은 일본 후쿠오카현 고가시에 있는, 규슈 여객철도 가고시마 본선의 역이다. 1890년 9월 30일까지는 쾌속(초대)정차역으로, 다음의 10월 1일의 운행 시간표 개정에 특급쾌속과 쾌속이 통·폐합되었던 때에 보통 열차만의 정차역으로 격하되었지만, 1997년 3월 22일의 운행 시간표 개정으로 아침·저녁 시간대에 쾌속 열차의 일부가 정차하는 것과 정차하게 된 것 중 2001년 3월 3일의 운행 시간표 개정 및 전체의 쾌속열차가 정차하게 되었다.

## 역 구조 및 승강장
섬식 승강장 2면 4선을 가지는 지상역으로 선상 역사를 갖춘다. 직영역으로 발권 창구가 설치되어 있다.
| 1 | ■ 가고시마 본선 | (상행) | 오리오 · 구로사키 · 고쿠라 방면   |
| 2 | ■ 가고시마 본선 | (하행) | 하카타 · 후쓰카이치 · 오무타 방면 |

## 이용 현황
- 2010년도의 1일 평균 승차 인원은 6,357명이다. 규슈 여객철도 관내의 역으로는 오노조역(6,508명)에 뒤이어 25위.

| 승차 인원 추이 | 승차 인원 추이 |
| 연도           | 1일 평균 인수  |
| -------------- | -------------- |
| 2000년         | 6,349          |
| 2001년         | 6,428          |
| 2002년         | 6,410          |
| 2003년         | 6,211          |
| 2005년         | 6,056          |
| 2006년         | 6,110          |
| 2007년         | 6,365          |
| 2008년         | 6,524          |
| 2009년         | 6,262          |
| 2010년         | 6,357          |

## 역 주변
역은 고가 시의 중심부에 입지하고 있어, 역 앞은 고가 시의 중심 상점가가 되고 있다. 서쪽 입구부터 약 300m정도 직진하면 국도 제495호선과의 교차로에 도착한다. 선상화에 의해서 신설되었던 역 동쪽 입구 쪽에는 공장이 입지하고 있다.
- 훼미리마트 고가 역점
- 고가 시청
- 고가 시립 역사 자료관 · 고가 시립 도서관

## 역사
- 1890년 9월 28일 : 규슈 철도(초대)가 개업.
- 1907년 7월 1일 : 규슈 철도(초대)가 국유화되어 제국철도청이 소관.
- 1910년 : 가시이 역의 부재를 이용해서 역사를 개축.
- 1919년 : 일본 조미료 양조(현·니비시 간장)고가 공장의 진출에 의해 인입선을 부설.
- 1923년 : 일본 조미료 양조 전용 승강장 설치.
- 1928년 10월 1일 : 역사 개축.
- 1980년 10월 1일 : 쾌속 정차역부터 보통 열차만의 정차역으려 격하됨.
- 1982년 : 화물 취급 폐지.
- 1987년 4월 1일 : 일본국유철도 분할 민영화에 의해, 규슈 여객철도가 승계.
- 1989년 12월 22일 : 역 서점 선상 역화.
- 1997년 3월 22일 : 운행 시간표 개정에 의해, 아침·저녁 시간대에 일부의 쾌속 열차 정차역이 되었다.
- 2000년 2월 11일 : 자동 개찰기 도입.
- 2001년 3월 3일 : 운행 시간표 개정에 의해, 다시 전체의 쾌속 열차 정차역이 된다.
- 2009년 3월 1일 : IC카드 SUGOCA의 사용을 개시.

## 인접 역
| 가고시마 본선       | 가고시마 본선   | 가고시마 본선            |
| ------------------- | --------------- | ------------------------ |
| 후쿠마 모지 항 방면 | ■ 쾌속 · 준쾌속 | 훗코다이마에 아라오 방면 |
| 지도리 모지 항 방면 | ■ 보통          | 시시부 가고시마 방면     |